# Arthur L. Mann Memorial Library
Die Arthur L. Mann Memorial Library (heute: West Paris Public Library) ist eine denkmalgeschützte öffentliche Bibliothek in der Main Street im Stadtzentrum von West Paris, einer Town im Oxford County des Bundesstaates Maine in den Vereinigten Staaten. Die Bibliothek befindet sich auf einem großzügigen Grundstück zwischen dem Geschäfts- und dem Wohnviertel des kleinen Ortes.
1989 wurde sie unter der Register-Nr. 88003016 in das National Register of Historic Places eingetragen.

## Geschichte
Auf einer Versammlung der Einwohner am 12. April 1889 wurde die West Paris Library Association ins Leben gerufen. Die Bücher wurden lange Zeit in verschiedenen Geschäftsgebäuden untergebracht, so etwa im Postamt, da der neue Bibliothekar, George W. Bryant, der Postmeister war, dann im Eisenwarenladen, als Ebenezer B. Humphrey Bibliothekar wurde. Die Bücher wurden noch mehrere Male umgelagert, unter anderem in den Laden von C. Howard Lane, den Laden von Israel F. Emmons, das Haus von Erastus K. Cummings und den Laden von Samuel T. White. Dort blieben sie über zwölf Jahre lang, wobei Mrs. White als Bibliothekarin fungierte. Im Mai 1905 war die Bibliothek auf 499 Bücher und 36 Mitglieder angewachsen. Im Jahr 1910 war die Bibliothek zu groß geworden, um im Laden von Mr. White untergebracht werden zu können. Ein Raum in Hiram W. Dunhams Wohnung über dem Telefonbüro wurde für die Bücher hergerichtet, wo sie bis 1926 blieben.
Lewis Merritt Mann (1848–1923) vermachte der Bibliothek testamentarisch 5.000 Dollar und ein Grundstück. Die Geldzuwendung wurde von seinem Sohn Edwin J. Mann verdoppelt. Das an eine Burg erinnernde architektonisch markante Gebäude wurde von der Architektengemeinschaft Eugene J. Gibbs und Addison G. Pulsifer aus Lewiston entworfen, die bereits im März 1925 durch die Familie Mann kontaktiert und am 11. September mit der Erstellung von Plänen beauftragt worden war. Von dieser Schenkung wurde 1926 das neue Gebäude zu Ehren von Lewis Manns älterem Sohn Arthur L. Mann erbaut, der Jahre zuvor gestorben war. Am 4. September 1926 wurde die Bibliothek eingeweiht. Ab 2005 wurde ein Erweiterungsbau geplant und 2010 in Betrieb genommen.

## Architektur

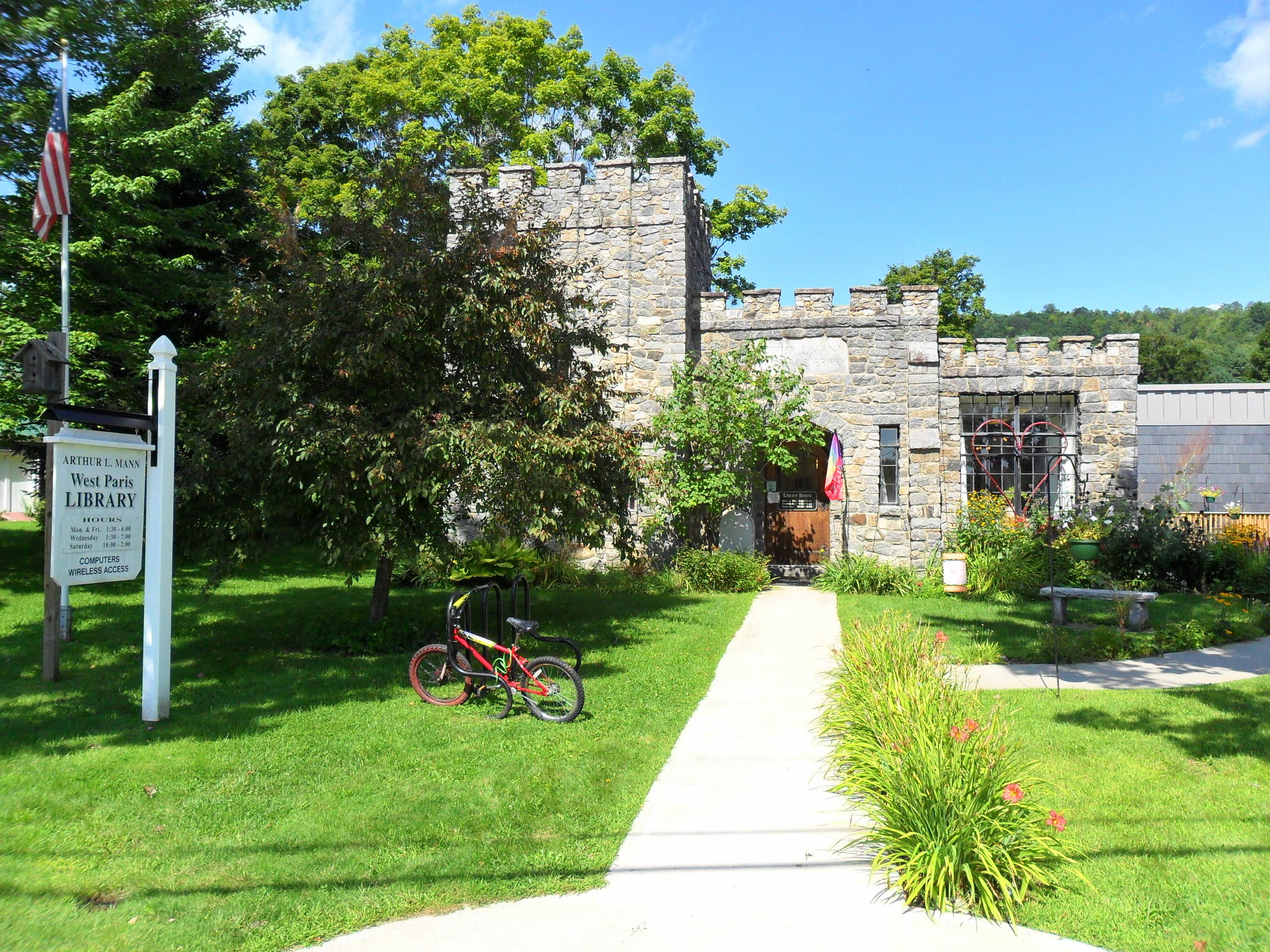

Das einstöckige, in drei Abschnitte gegliederte Gebäude wurde in Form eines Miniaturschlosses entworfen und vollständig aus Feldsteinen errichtet. Der markanteste Teil ist der mit Zinnen bewehrte Turm, der nach vorne und links vom Hauptteil des Gebäudes vorspringt und an der Vorderseite drei schmale, in der Höhe gestaffelte Flügelfenster aufweist. Rechts von ihm, in der Mitte der Hauptfassade, befindet sich der Haupteingang mit der originalen Eichentür mit handgefertigten Eisenscharnieren. Über der Tür befindet sich ein großer Granitblock, in den die Worte „Arthur L. Mann Memorial Library“ eingraviert sind. Ganz rechts schließt sich der niedrigste Gebäudeteil an, der ebenfalls von Zinnen gekrönt und mit einem großen Fenster versehen ist.
Am nördlichen Ende befindet sich der Lesesaal, dessen Wand von einem großen Stahlflügelfenster dominiert wird. Das Innere enthält eine konventionelle Bibliotheksaufteilung mit einer zentralen Ausleihtheke vor einem Büro, dem Lesesaal auf der rechten Seite und den Büchern in dem großen Raum auf der linken Seite. Der Turmraum beherbergt einen kleinen Lesebereich. Ein Teil des Kellergeschosses wurde zur zusätzlichen Bücherlagerung umgebaut. Im Februar 2010 wurde ein Anbau im selben schlossartigen Design fertiggestellt.